# Даніло Габріел де Андраде
Даніло Габріел де Андраде (порт. Danilo Gabriel de Andrade; 11 червня 1979, Сан-Готарду, Мінас-Жерайс) — бразильський футболіст, який грав на позиції півзахисника.
Здобув популярність у середині 2000-х років виступами за «Сан-Паулу», з яким у 2005 році завоював Кубок Лібертадорес і виграв Клубний чемпіонат світу. У 2012 році повторив ці досягнення вже у складі «Коринтіанса».
Він був відомий своєю технікою, баченням поля і забивними здібностями, що принесло йому прізвисько Зіданіло на честь Зінедіна Зідана та вважається одним найкращих бразильських гравців, який ніколи не викликався до національної збірної Бразилії.

## Клубна кар'єра
Даніло народився у штаті Мінас-Жерайс, але є вихованцем «Гояса», у складі якого розпочав професійну кар'єру. З цим клубом він виграв Серію B, а також 4 першості штату Гояс.
У 2003 році був придбаний «Сан-Паулу», з яким у 2005 році виграв «треббл» — Лігу Паулісту, Кубок Лібертадорес, а в грудні обіграв у фіналі клубного чемпіонату світу переможця європейської Ліги чемпіонів англійський «Ліверпуль». Після перемоги з «трьохколірними» у чемпіонаті Бразилії наступного року Даніло прийняв пропозицію японської «Касіми Антлерс». У Японії Данило тричі вигравав Джей-лігу, і по разу Кубок Імператора і Суперкубок країни.
У 2010 році Даніло повернувся до Бразилії, в інший клуб із Сан-Паулу, «Корінтіанс». Гравець, який міг виступати як на позиції атакуючого центрального півзахисника, так і на позиції лівого вінгера, відразу став однією з ключових фігур у побудові команди. У 2011 році Даніло провів 36 із 38 матчів своєї команди, а «Корінтіанс» зумів стати чемпіоном Бразилії.

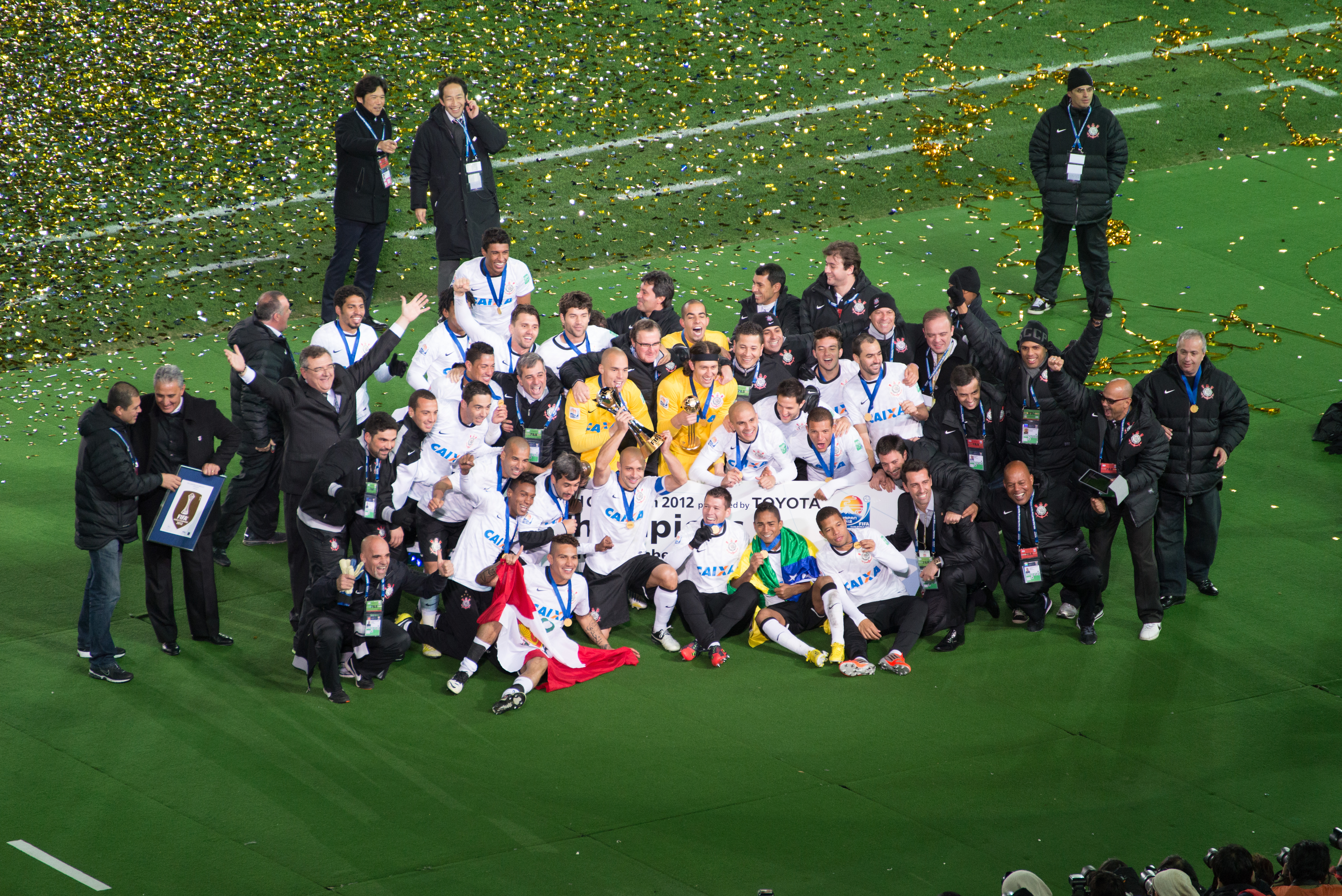
Даніло з партнерами святкує перемогу у клубному чемпіонаті світу 2012 році.

У розіграші Кубка Лібертадорес 2012 року Даніло став одним із шести гравців, які провели всі 14 ігор своєї команди. Він став другим бомбардиром «Корінтіанса» у розіграші з чотирма голами (після Емерсона Шейха, у якого після фіналу стало п'ять забитих голів). У матчі-відповіді півфіналу з «Сантосом», що був діючим переможцем турніру, гол Данило дозволив зрівняти рахунок у грі, відкритий Неймаром наприкінці першого тайму. Результат не змінився до кінця матчу і в результаті завдяки гостьовій перемозі в першому матчі «Корінтіанс» вперше у своїй історії вийшов у фінал Кубка Лібертадорес. У матчі-відповіді фіналу проти аргентинської «Боки Хуніорс» на 54-й хвилині Данило, поборовшись у штрафному майданчику, зумів віддати красивий пас п'ятою на свого нападника Емерсона Шейха, який відкрив рахунок у матчі. Емерсон потім забив ще один гол і «Корінтіанс» вперше зумів виграти Кубок Лібертадорес. Для Даніло це була друга перемога в турнірі. У грудні 2012 року Данило вдруге став переможцем Клубного чемпіонату світу.
Після цього Даніло виграв із командою ще три чемпіонати штату та два чемпіонати Бразилії.
У 2019 році 39-річний півзахисник перейшов у «Віла-Нову» з Гоянії, де і завершив ігрову кар'єру.

## Тренерська кар'єра
У січні 2021 року Даніло був призначений новим тренером «Корінтіанса U-23».

## Титули та досягнення
«Гояс»
- Чемпіон бразильської Серії B (1): 1999
- Чемпіон штату Гояс (4): 1999, 2000, 2001, 2003
- Переможець Кубка Центрально-Західного регіону (3): 2000, 2001, 2002

 «Сан-Паулу»
- Чемпіон Бразилії (1): 2006
- Чемпіон штату Сан-Паулу (1): 2005
- Володар Кубка Лібертадорес (1): 2005
- Переможець Клубного чемпіонату світу (1): 2005

 «Корінтіанс»
- Чемпіон Бразилії (3): 2011, 2015, 2017
- Володар Кубка Лібертадорес (1): 2012
- Переможець Клубного чемпіонату світу (1): 2012
- Переможець Рекопи Південної Америки (1): 2013
- Чемпіон штату Сан-Паулу (3): 2013, 2017, 2018

 «Касіма Антлерс»
- Чемпіон Японії (3): 2007, 2008, 2009
- Володар Кубка Імператора (1): 2007
- Володар Суперкубка Японії (1): 2009